# Alena Antalová
Alena Antalová (ur. 28 lipca 1972 w Bratysławie) – słowacka aktorka teatralna i filmowa. 

## Życiorys

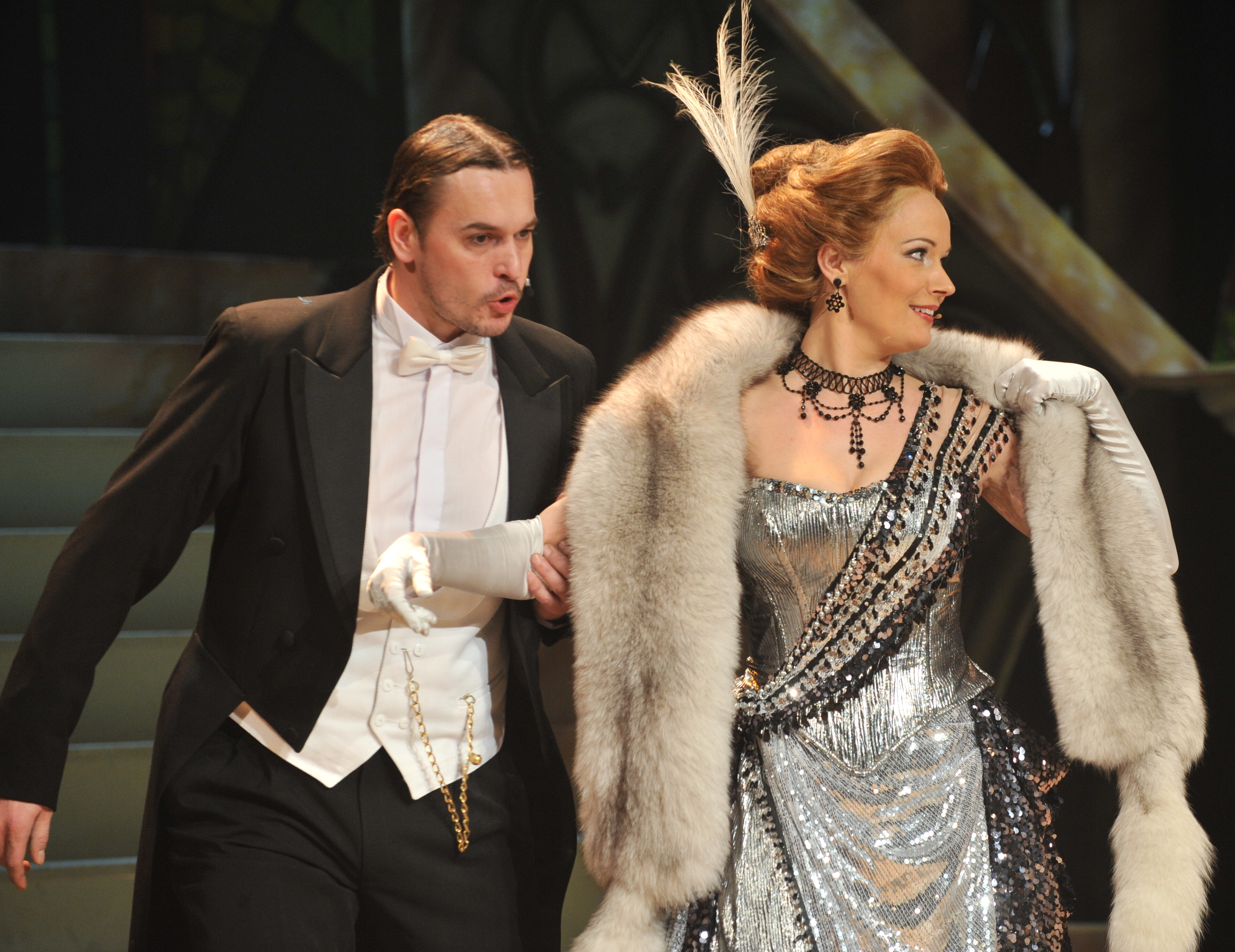
Alena Antalová i Petr Štěpán w spektaklu Hello, Dolly!, 2010

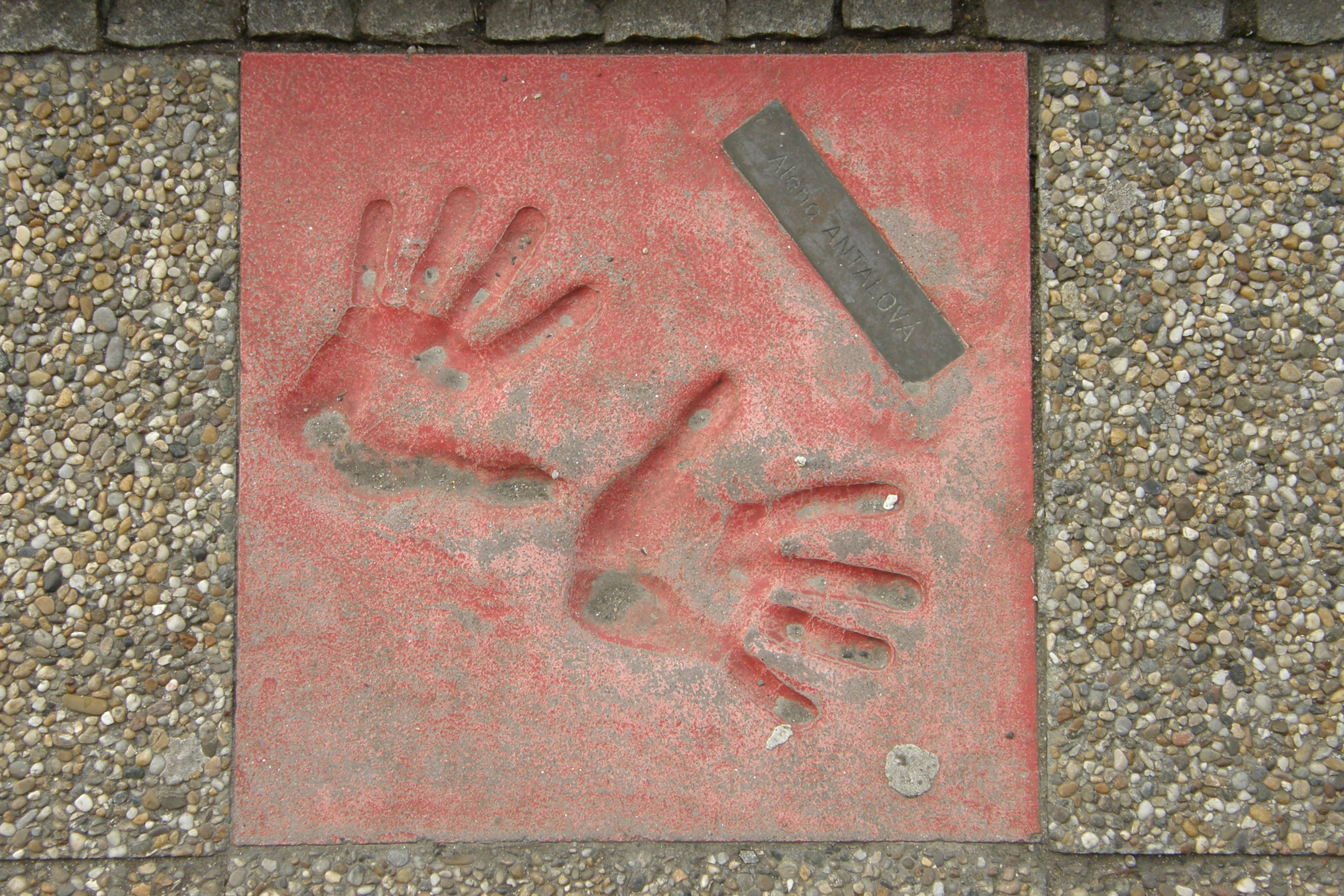
Odcisk dłoni Aleny Antalovej, Brno

Alena Antalová urodziła się 28 lipca 1972 r. w Bratysławie. Jej ojcem jest chemik Miroslav Antal. Dziadek Ladislav Vychodil był uznanym scenografem. Od najmłodszych lat występowała w różnych produkcjach telewizyjnych. Ukończyła Konserwatorium w Bratysławie, a następnie wydział muzyczny Akademia Sztuk Scenicznych im. Leoša Janáčka w Brnie. Od 1994 r. jest członkiem Teatru Miejskiego w Brnie, gdzie występuje na scenach muzycznych i dramatycznych. W 1996 r. zdobyła nagrodę W 1999 r. zdobyła nagrodę Cena Thálie w kategorii Talent Roku do lat 33 za rolę Małgorzaty w spektaklu teatralnym na podstawie powieści Michaiła Bułhakowa Mistrz i Małgorzata. Grała główne role m.in. w musicalu Mamma Mia!, w spektaklach Nine, Poslední loď, Jane Eyrová. Występowała m.in. w spektaklach Cyrano z Bergerac, Mary Poppins, Hello, Dolly!
Trzykrotnie została wybrana jako najpopularniejsza aktorka Teatru Miejskiego w Brnie w plebiscycie publiczności Křídla (za sezony 1996/1997, 2000/2001 i 2010/2011). 
W 1984 r. zagrała w filmie Čierny slnovrat. W latach 90. występowała w serialu Četnické humoresky. W 2003 r. zagrała w filmie Společník u boku Jaroslava Duška, Josefa Somra i Evy Holubové. Nagrała partie solowe do filmu Kytice i znalazła się na płycie Mary Poppins. 
W 2003 r. odcisk dłoni Aleny Antalovej został umieszczony w Alei Gwiazd przed Teatrem Miejskim w Brnie.

## Życie prywatne
Alena Antalová jest żoną biznesmena Josefa Juráčka. Mają czworo dzieci: Alenę, Elenę, Jana i Marię.

## Wybrane role

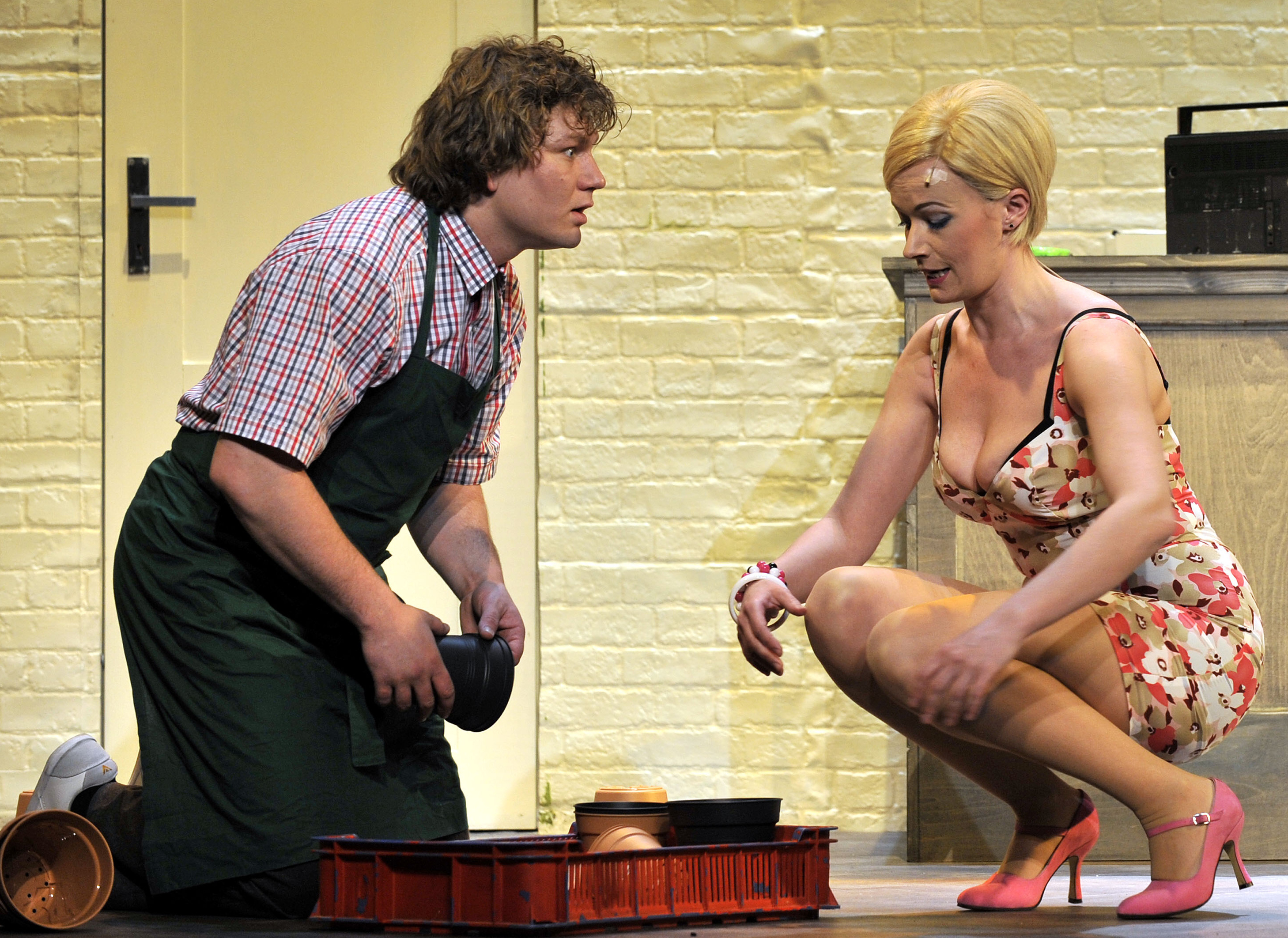
Alena Antalová i Jakub Uličník w spektaklu Kvítek z horrroru

### Teatr
- Frosina, Lakomec
- Donna, Mamma Mia!
- Lilliane Le Fleur, Nine
- Baronka Tynedale, Poslední loď
- Paní Fairfaxová, Jane Eyrová
- Katherine, matka Ellie, Děsnej pátek
- Audrey, Kvítek z horrroru
- Ráchel, Svět plný andělů
- Líza Ďulínková, My Fair Lady
- Eva von Steinbergová, Peklo
- Sukie, Čarodějky z Eastwicku
- Clara, Don Juan
- Královna, Tři mušketýři
- Dolly Leviová, Hello, Dolly!
- Mary Poppins, Mary Poppins
- Máma Mortonová, Chicago
- Roxana, Cyrano de Bergerac
- Grizabella, Koty
- Tanja/Titanie, Let snů LILI

### Film
- 1984: Čierny slnovrat (film telewizyjny)
- 1997: Četnické humoresky (serial telewizyjny)
- 2003: Společník (film telewizyjny)
- 2004: Pojišťovna štěstí (serial telewizyjny)
- 2019: Léto s gentlemanem (film telewizyjny)
- 2020: Cirkus Metropol
- 2020: Veterán (film telewizyjny)